# اریکا کارلسون
اریکا کارلسون (انگلیسی: Erica Carlson؛ زادهٔ ۴ اوت ۱۹۸۱) یک هنرپیشه اهل سوئد است. وی از سال ۱۹۹۸ میلادی تاکنون مشغول فعالیت بوده‌است. 
از فیلم‌ها یا برنامه‌های تلویزیونی که وی در آن نقش داشته است می‌توان به آمال لعنتی اشاره کرد.